# Éva Pajor
Éva Pajor (Budapest, 16 settembre 1937 – 19 dicembre 2014) è stata una nuotatrice ungherese.
Specializzata nel dorso, ha partecipato ai Giochi di Melbourne 1956, gareggiando nei 100m dorso.